# Сборная Японии по мини-футболу
Национальная сборная Японии мини-футболу представляет Японию на международных соревнованиях по мини-футболу. Является единственной сборной, помимо сборной Ирана, выигрывавшей Чемпионат Азии по мини-футболу. Это произошло четырежды: в 2008, 2012, 2014 и 2022 годах.

## Турнирные достижения

### Чемпионат мира по мини-футболу
- 1989 — 1-й раунд
- 1992 — не квалифицировалась
- 1996 — не квалифицировалась
- 2000 — не квалифицировалась
- 2004 — 1-й раунд
- 2008 — 1-й раунд
- 2012 — 1/8 финала
- 2016 — не квалифицировалась
- 2021 — 1/8 финала

### Чемпионат Азии по мини-футболу
- 1999 — 4-е место
- 2000 — 4-е место
- 2001 — 4-е место
- 2002 — 2-е место
- 2003 — 2-е место
- 2004 — 2-е место
- 2005 — 2-е место
- 2006 — Чемпион
- 2007 — 2-е место
- 2008 — 3-е место
- 2010 — 3-е место
- 2012 — Чемпион
- 2014 — Чемпион
- 2016 — 1/8 финала
- 2018 — 2-е место
- 2022 — Чемпион